# Нам Сон Чол
Нам Сон Чол (кор. 남성철, 南成哲; народився 7 травня 1982; Пхеньян, КНДР) — північнокорейський футболіст, захисник клубу «25 квітня» та національної збірної Корейської Народно-Демократичної Республіки.